# Гиндилис, Виктор Миронович
Виктор Миронович Гиндилис (20 июля 1937, Москва — 11 ноября 2001) — советский генетик, внесший значительный вклад в развитие цитогенетики и медицинской генетики в СССР; профессор, доктор биологических наук.

## Биография
Родился 20 июля 1937 года в Москве. Окончил Второй Московский медицинский институт.
Работал в лаборатории А. А. Прокофьевой-Бельговской (Институт молекулярной биологии); с 1969 года — в созданной им группе медицинской генетики в отделе биологической психиатрии (руководитель — М. Е. Вартанян) при Институте психиатрии АМН СССР.
В 1991 году эмигрировал в США. Написал воспоминания о событиях второй половины XX века (периоды «хрущёвской оттепели» и «брежневского застоя»), в том числе о событиях в советской психиатрии, связанных с Институтом судебной психиатрии им. Сербского, — изданы в 2008 году.
Скончался 11 ноября 2001 года в Питтсбурге. Похоронен на кладбище города Нейтик (штат Массачусетс).

### Семья
Отец — Мирон Моисеевич Гиндилис (7.1.1901 — 27.1.1993, Ульяновск), инженер-строитель; мать — Вера Иосифовна Мац (18.1.1906 — 2.1.1982); сестра — Мира Мироновна Савич, брат — Лев Миронович Гиндилис, астрофизик. Жена — Наталья Евгеньевна Броуде. Дети — Евгений Гиндилис, кинопродюсер; Татьяна Гиндилис.

## Научная деятельность
Внёс большой вклад в возрождение генетики человека и медицинской генетики в СССР. Реализовал методологию многомерного анализа сложных признаков с генетической предрасположенностью с целью количественной оценки вклада генетических факторов и факторов среды в развитие эндогенных психозов. Исследовал генные повреждения у космонавтов и работников атомной отрасли.
В Институте молекулярной биологии его лаборантом являлся Е. В. Ананьев, который в своих воспоминаниях рассказал о влиянии В. М. Гиндилиса на свое становление как ученого и об их последующих взаимоотношениях.

### Избранные труды
- Гиндилис В. М. Введение в предмет функциональной анатомии генома человека; Текущий каталог картированных генов человека // Функциональная анатомия генома человека / Науч. ред. д. б. н. Е. В. Ананьев. — М. : ВИНИТИ, 1988. — 140 с. — (Молекулярная биология / ВИНИТИ ; Т. 24).
- Гиндилис В. М. Генетика шизофренических психозов: автореф. дис. ...д-ра биол. наук: 14.00.18. — М., 1979. — 50 с.
- Гиндилис В. М. Эпизоды из советской жизни : воспоминания. — М.: ОГИ, 2008. — 245 с. — (Частный архив). — 1000 экз. — ISBN 978-5-94282-418-1.
- Гиндилис В. М. Принципы идентификации хромосом человека : Автореф. дисс. ... канд. биол. наук / АН СССР. Ин-т общей генетики. — М., 1967. — 18 с.
- Гиндилис В. М., Агеев С. В., Акулов И. Н. Геномная энциклопедия человека : Каталог-справочник картир. генов / Гос. ком. СССР по науке и технологиям. АН СССР. Науч. совет по гос. науч.-техн. прогр. «Геном человека» и др.; Ред.-сост. В. М. Гиндилис. — М. : Науч. совет по гос. науч.-техн. прогр. «Геном человека», 1991. — 443 с.

переводы
- Макгрегор Г., Варли Дж. Методы работы с хромосомами животных / Пер. с англ. В. М. Гиндилиса, Ю. Б. Юрова; Под ред. Н. Н. Воронцова. — М. : Мир, 1986. — 272 с. — 3000 экз.